# Manifestatation postvaccinale indésirable
Pour les articles homonymes, voir MAPI.
MAPI est l'acronyme de manifestation postvaccinale indésirable, employé surtout dans le domaine de la pharmacovigilance.